# Goo辞書
goo辞書（グーじしょ）は、NTTドコモが運営するポータルサイトgooにおいて提供されていた辞書検索サービス。国語・類語・英和・和英をはじめとする計30辞書を検索できた。辞書は主に三省堂および小学館のものを使用していた。また、英和辞書では一部単語の発音を聞くことができた。2025年6月25日13時にサービス提供を終了した。

## 利用可能な辞書
※ 12辞書（2025年6月現在）
- 国語辞書
  - デジタル大辞泉（小学館）[5]
- 英和・和英辞書
  - プログレッシブ英和中辞典 第5版（小学館）[6]
  - プログレッシブ和英中辞典 第4版（小学館）[6]
  - gooコロケーション辞典[6]
  - goo時事英語辞典[6]
- 類語辞典
  - 使い方の分かる類語例解辞典 新装版（小学館）[7]
- 漢字辞典
  - 漢字ペディア（日本漢字能力検定協会）[8]
- 四字熟語
  - 新明解四字熟語辞典（三省堂）[9]
  - 四字熟語辞典（学研）[9]
  - デジタル大辞泉（小学館）[9]
- 人名事典
  - デジタル大辞泉（小学館）[10]
- 専門用語集
  - 全国方言辞典（三省堂）[11]
  - からだと病気のしくみ図鑑（法研）[11]
  - 地熱発電用語集[11]
  - https://fngsw.hatenablog.com/entry/2025/05/15/224157

## 歴史
- 1999年8月2日 - goo辞書サービスを提供開始[1]。
- 2000年9月6日 - 英和辞書で単語の発音を音声で確認できる機能を追加[2]。
- 2005年7月19日 - 英和辞典を検索する際にスペリング入力を補助するスペリングアシスト機能を提供開始[12]。
- 2006年1月18日 - 検索履歴表示と辞書内リンクの機能を追加[13]。
- 2007年
  - 6月 - ブログ用語集、妊娠出産用語集、相撲用語解説の検索機能追加に伴い、トップのリニューアル[要出典]。
  - 9月4日 - 四字熟語検索とあいさつ文例集を提供開始[14]。
- 2008年
  - 2月7日 - Mozilla Firefox用のgoo辞書プラグインの提供を開始[15]。
  - 10月3日 - 検索対象辞書にIT用語辞書とMBA経営用語辞書を追加[16]。
  - 12月18日 - 検索対象辞書に英辞郎とオノマトペディアを追加[17]。
- 2009年
  - 2月26日 - goo辞書の携帯電話版を提供開始[18]。
  - 8月18日 - 携帯電話版のgoo辞書で、単語帳機能を提供開始[19]。
  - 10月1日 - 単語帳機能がパソコンでの利用にも対応[20]。
  - 11月30日 - 英和・和英辞書での英辞郎の提供を終了[21]。
- 2010年
  - 3月25日 - 英和・和英辞書の提供元を三省堂のEXCEED英和・和英辞典から小学館のプログレッシブ英和・和英中辞典に変更。[22]
  - 4月12日 - パソコン版goo辞書をリニューアル[23]。
  - 7月29日 - 国語辞書の提供元を三省堂の大辞林から小学館のデジタル大辞泉に変更[24]。
- 2025年6月25日 - goo辞書サービスを終了[25]。